# ایستگاه پارک کیلبرن
ایستگاه پارک کیلبارن
یک ایستگاه از خط بیکرلو و از خطوط متروی لندن است که در نزدیکی پارک کیلبارن قرار دارد و در ۳۱ ژانویه ۱۹۱۵ افتتاح شده‌است.

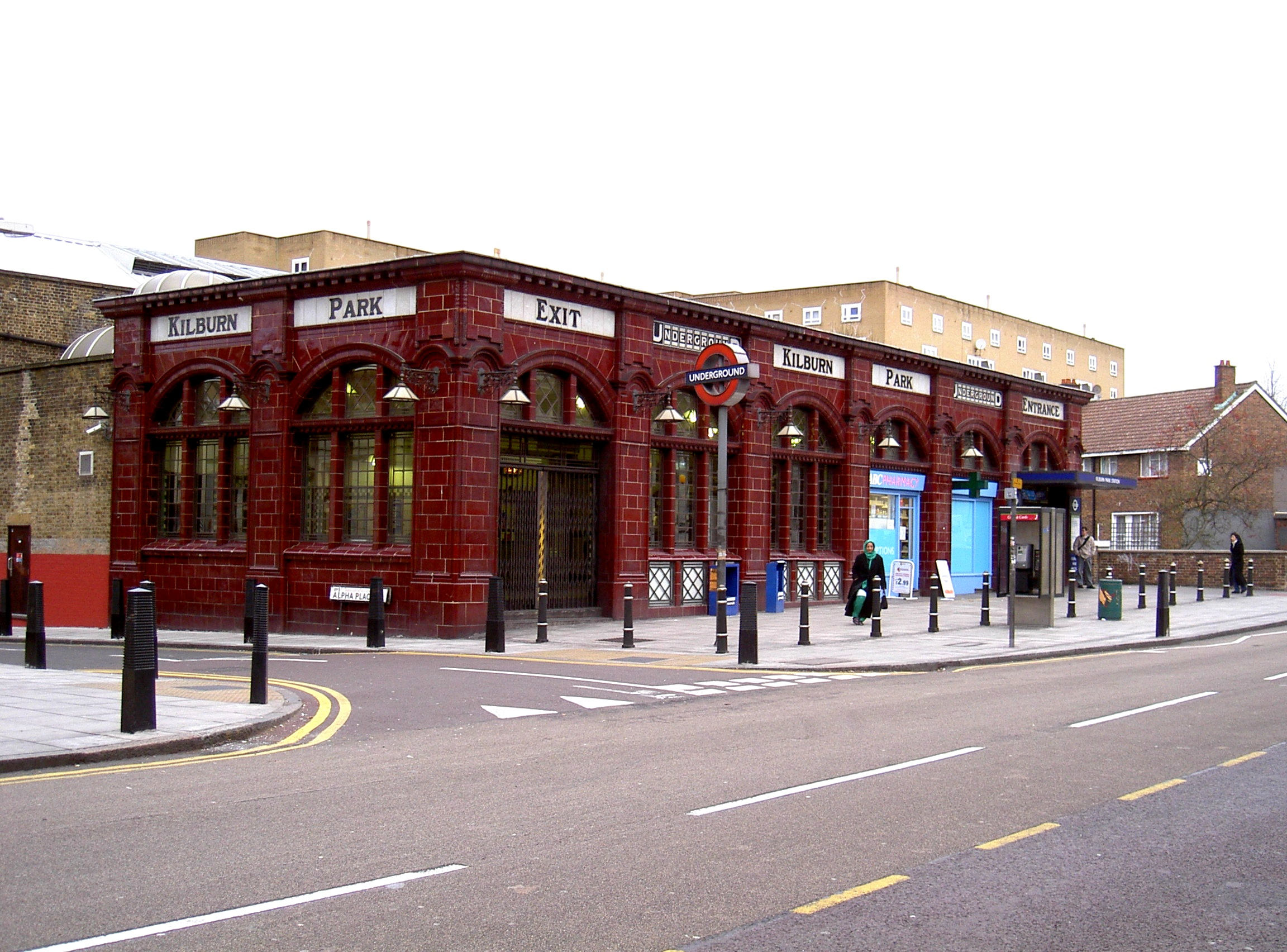
کنسال سبز

## نگارخانه

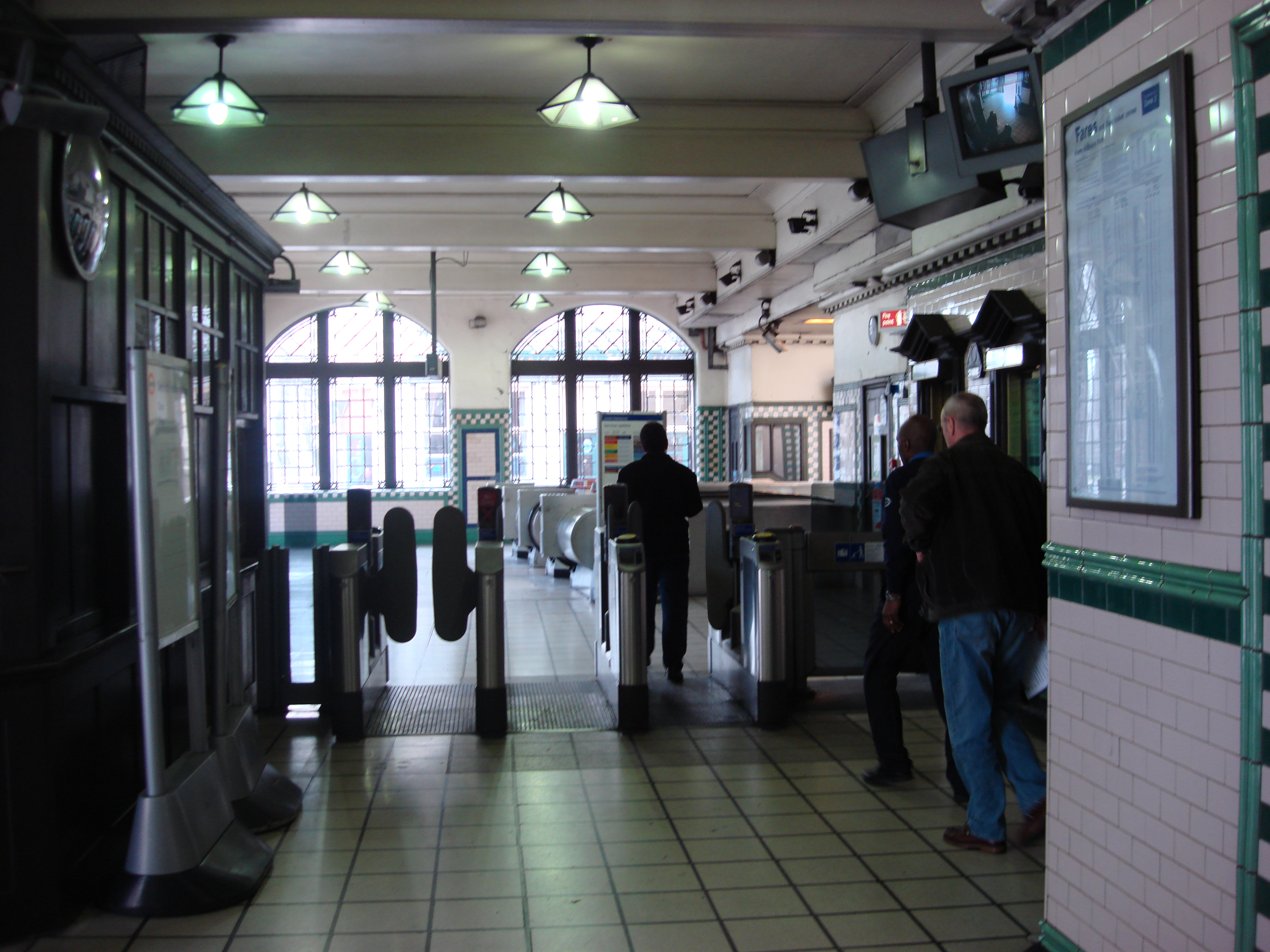
Ticket hall
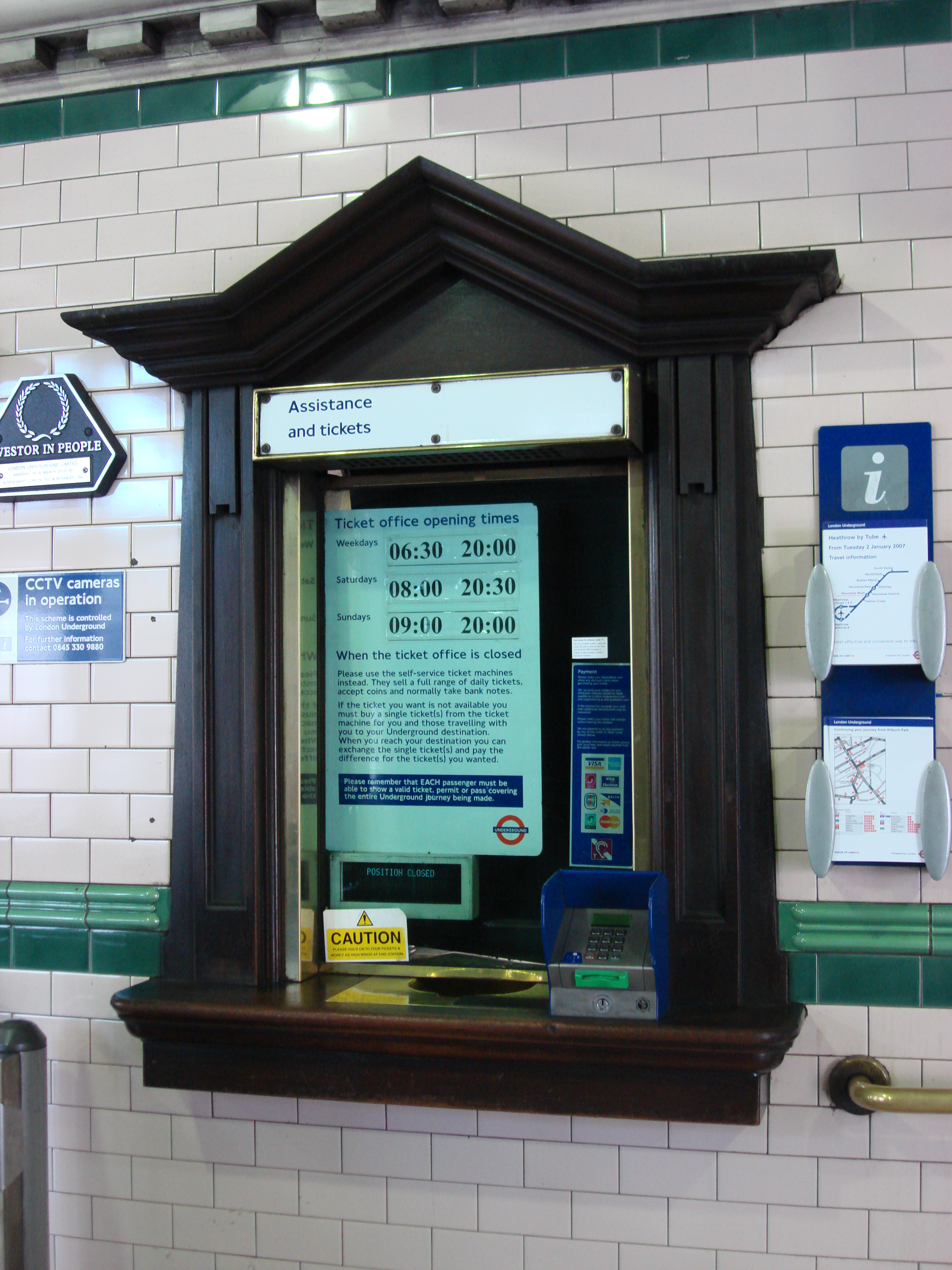
Ticket window
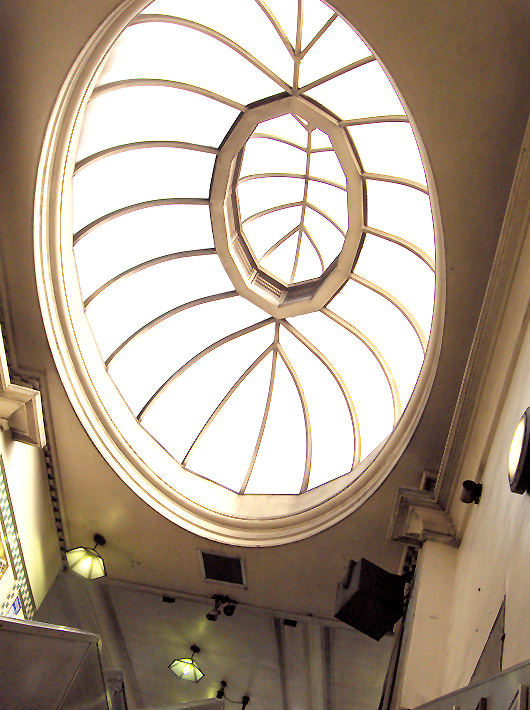
Glass-domed roof over the escalators (September 2006)
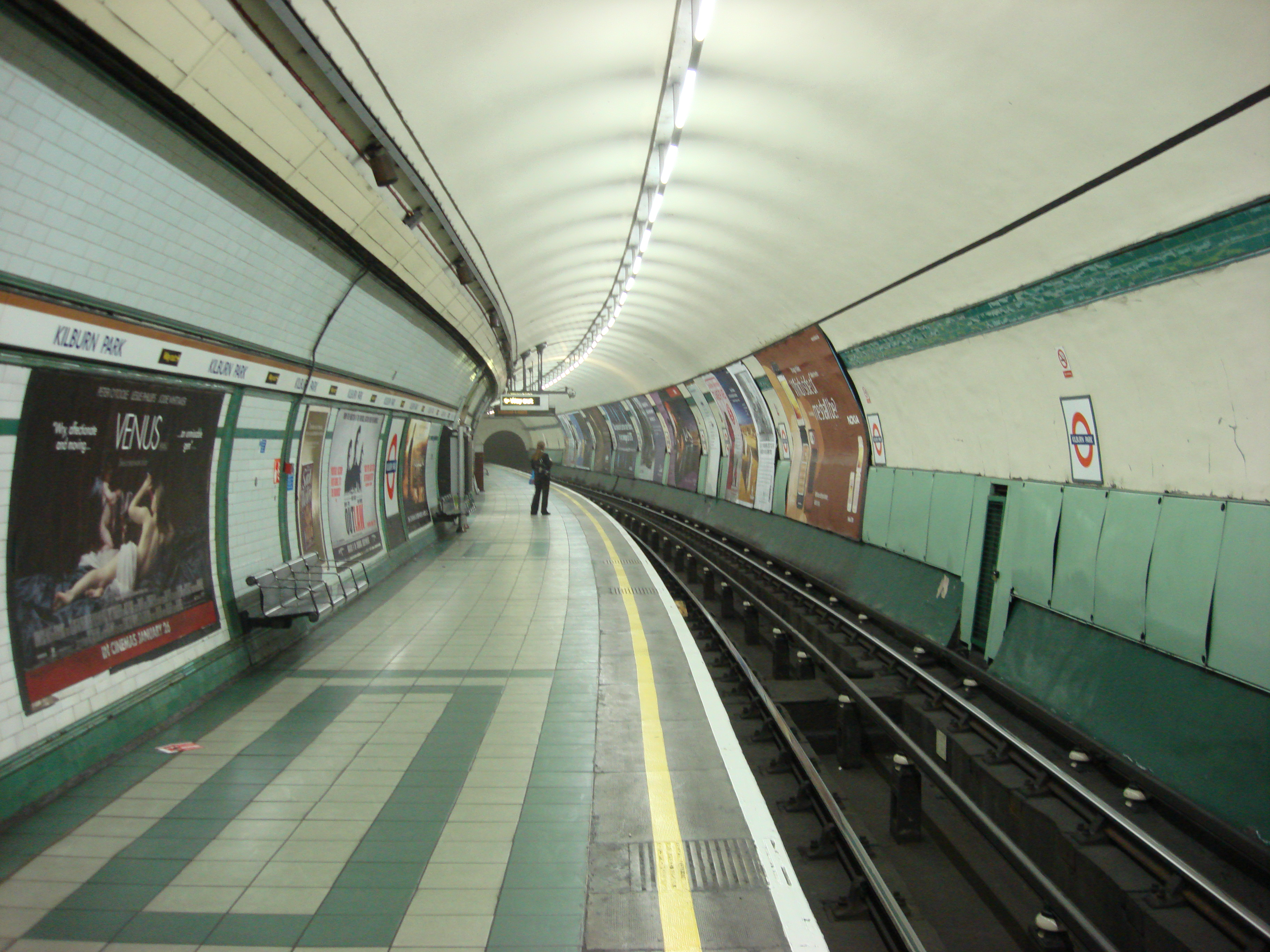
The Southbound platform